# Gustavo Manuel Larrazábal
Gustavo Manuel Larrazábal, C.M.F. (San José, Departamento de Guaymallén, Argentina, 31 de janeiro de 1961) é um prelado argentino da Igreja Católica, atual bispo auxiliar de San Juan de Cuyo.

## Biografia

### Primeiros anos e treinamento
Gustavo Manuel nasceu em 31 de janeiro de 1961, em San José , Departamento de Guaymallén , Argentina.
Completou o ensino fundamental na Escola "Guillermo G. Cano" de sua cidade natal. Completou os estudos secundários no Liceo Militar Gral Espejo (Mendoza).
Completou seus estudos eclesiásticos no Centro de Estudos Filosóficos e Teológicos (CEFyT).

### Vida religiosa
Ingressou na Ordem dos Claretianos em 16 de fevereiro de 1986, em Córdoba.
Fez o noviciado em 14 de janeiro de 1989, em Chascomús.
Fez sua primeira profissão de votos religiosos, em 14 de janeiro de 1990, em Santiago do Chile. Fez a profissão solene em 25 de março de 1995, em Córdoba.
Foi ordenado diácono em 7 de outubro de 1995, em Córdoba. Sua ordenação sacerdotal foi em 20 de julho de 1996, em Buenos Aires .
Como sacerdote desempenhou os seguintes ministérios:
- Formadora de pré-noviços (1995).
- Vigário Provincial dos Claretianos (2002-2012).
- Prefeito de Economia da Província Argentina-Uruguai.
- Vice-diretor da Editora Claretiana de Buenos Aires (1996).[3]
- Diretor da Editora Claretiana em Buenos Aires (1997-2013).
- Vigário Paroquial de Corazón de María (1997).
- Vigário paroquial de São Jorge , em Florencio Varela (2000-2001).
- Decano e Vice-Decano da Arquidiocese de Mendoza .[2]
- Delegado de Vida Consagrada no Conselho Presbiteral Arquidiocesano, em 2021.
- Reitor do Santuário de Nossa Senhora de Lourdes , em El Challao (2013-2022).
- Ele tem uma relação próxima e uma comunicação fluida com o Papa Francisco , a ponto de o próprio Papa muitas vezes chamá-lo para pedir recomendações.[5]

## Episcopado

### Bispo Auxiliar de San Juan
Em 26 de março de 2022, o Papa Francisco o nomeou Bispo titular de Buslacena e Bispo auxiliar de San Juan de Cuyo.
Recebeu a ordenação episcopal no Estádio de Vôlei UPCN da capital San Juan, no dia 18 de junho de 2022, do arcebispo local, Jorge Eduardo Lozano, coadjuvado por Juan José Chaparro Stivanello, C.M.F., bispo de San Carlos de Bariloche, Marcelo Daniel Colombo, arcebispo de Mendoza, Carlos María Domínguez, O.A.R., bispo auxiliar de San Juan de Cuyo e Alfonso Rogelio Delgado, arcebispo emérito de San Juan de Cuyo.
Em 13 de dezembro de 2023, o Papa Francisco o nomeou como bispo de Mar del Plata. Contudo, renunciou ao cargo em 17 de janeiro de 2024, retornando ao antigo posto e ao antigo título.